# 高井村 (長野県)
高井村（たかいむら）は長野県上高井郡にあった村。現在の高山村の松川以南にあたる。

## 地理
- 山：明覚山、紫子萩山、奈良山、悪婆山、破風岳、御飯岳、大平山、黒湯山
- 河川：松川

## 歴史
- 1889年（明治22年）4月1日 - 町村制の施行により、高井村・牧村の区域をもって発足。
- 1956年（昭和31年）9月30日 - 山田村と合併して高山村が発足。同日高井村廃止。